# Formatervezés
A formatervezés, ipari formatervezés vagy dizájn az iparművészeten belül mindazon tevékenység, amely az iparilag előállított tárgyi világ formai-esztétikai kialakításával foglalkozik. Maga a kifejezés a második világháború utáni időszakban alakult ki. A formatervezés ötvözi az esztétikát, a formát, a funkcionalitást, és innovatív módon kiemeli a tárgya egyedi tulajdonságait. A formatervezés fogalma kapcsolódik az építészethez, az iparművészet más ágaihoz (bútorok, ékszerek, dísztárgyak, csomagolások stb.), ipari alkotások (autók, járművek, technikai eszközök, gépi berendezések) tervezéséhez.

## Design mint fogalom
Az angol design után a magyarban is használt dizájn szó meghatározásánál sokkal többet mond a fogalom láttatása, hiszen a formatervezett tárgyak észlelésének esztétikai élménye magáért beszél. A dizájn nemcsak tükrözi, hanem meg is határozza életminőségünket. Az igényesen tervezett tárgyak használhatóságuk mellett szépséget visznek a hétköznapok világába, formaviláguk többletjelentésével értékessé teszik környezetünket. A dizájnerek, formatervezők minden érzékükkel figyelik és a forma nyelvére fordítják a társadalomban, és az egyes emberekben lejátszódó változásokat, igényeket, gondolatokat.
"A jó dizájn segít, a rossz dizájn bénít" – EIDD (European Institute for Design and Disability) –, ráadásul, a legtöbbször észrevétlenül, hiszen sokszor tudatosan nem is érzékelve, a tárgy-, a forma-, a környezet- és a vizuális kultúra szerves részét képezi hétköznapjainknak.
A "dizájn" szót könnyebb értelmezni, mint magyarra fordítani, hiszen a formatervezés, ami többé-kevésbé megfelelője lenne, jóval szűkebb kategória. A dizájn fogalmába beletartozik a tárgy- és környezettervezés, ami magába foglalja a belsőépítészetet és az építészetet is. Szakmánként vizsgálva a fogalmat, ismerünk bútortervezést, textiltervezést, ezen belül öltözéktervezést, formatervezést. Az iparművészet tárgykörében ide tartoznak a keramikusok, az ötvösök, az üvegművészek. A vizuális kommunikáció területén a dizájner a grafikus, de a virtuális világ, a "web" dizájnerei is. A dizájn tágabb ipari értelmezése kiterjed minden tömegtermelésben készült, az innováció többletértékét hordozó termékre. Ez a magyarázat pedig már igen messze van attól a félreértelmezett dizájnfogalomtól, amely azt a luxuscikkekkel azonosítja. Közel áll viszont a dizájnmenedzsment megközelítéséhez, ami a dizájn üzleti hasznosságára teszi a hangsúlyt, és az innovációban a technológiával egyenrangú partnernek tekinti. Ezért a dizájn tágabb értelmezésben már nem csak tárgy- és környezetalakítás, hanem stratégia, elemzés és folyamat.
Története folyamán a dizájn, más szóval a formatervezés összefonódott a mindennapi élettel és a kultúrával. Hatalmas területet fog át, többek között háromdimenziós tárgyakat, az alkalmazott grafikát és integrált rendszereket, az információs technológiától egészen a városi környezetig. Lissák György könyveiből a formatervezésről olvashatunk. A tervező dizájn szociológiai kérdéseket is felvet.
A designnak sok jelentése van. A design az anyagok és folyamatok
szervezése a legproduktívabb, leggazdaságosabb módon, egy 
meghatározott funkcióhoz szükséges elemek harmonikus egyensúlyával. 
A technológiai, társadalmi és gazdasági követelményeknek, a 
biológiai szükségleteknek és az anyagoknak, az alak, a szín, a 
térfogat és a tér pszichofizikai hatásainak az integrációja: 
összefüggésekben való gondolkodás.
(Moholy látás mozgásban).
A modern tervezés Amerikában ötven vagy hatvan évvel ezelőtt kezdődött Adler és Louis Sullivan megállapításával, mely szerint: "A forma követi a funkciót."A funkció azt a feladatot jelenti, amelynek a teljesítésére egy tárgyat terveztek, azt a feladatot, amely a forma kialakításában közrehat. Sajnos, ezt az elvet annak idején nem értékelték, de Frank Lloyd Wrightnak, Európában pedig a Bauhaus-csoportnak számos művészkollégájának munkásságán keresztül a "funkcionalizmus" a húszas évek vezéreszméje lett. A régi Bauhaus művészeti egyetem azt az elvet hirdette, hogy az áruk tömegtermeléséhez és a modern építészethez nemcsak mérnökökre van szükség, hanem új gondolkodással áthatott művészekre is, akik pontos ismeretekkel rendelkeznek a régi és az új anyagokról. A bauhaus hagyománya a chicagói Institute of Design új nevelési módszere. Ipari tervezők, művészek, ipari tervezők, építészek, fényképészek és pedagógusok képzése céljából alapították ezt az intézetet, amely a Bauhaus elveit és nevelési módszereit alkalmazza olyan módosításokkal, amelyeket az Egyesült Államok különleges viszonyai és szükségletei határoznak meg.
"minden folyamatnak megvan a maga szükségszerű formája, amely mindig funkcionális formákat
eredményez. Ezek a pontok közötti legrövidebb út törvényét köveik: lehűlés csak lehűlésnek
kitett felületen történik: nyomás csak nyomási pontokon keletkezik, feszültség csak
feszültségi vonalakon, a mozgás mozgási formákat termet magának – minden energiának megvan a
maga energia formája." (Raoul Francé)

Designkommunikáció
A designkommunikáció védjegyoltalom alatt álló kifejezés, tervezői szemlélet és módszer amely a következőképpen értendő: Designkommunikáció = fejlesztésbe (fejlődésbe) integrált kommunikáció*. (*Szabadalmi Közlöny és Védjegyértesítő – 113. évfolyam 12. szám I. kötet, 2008.12.15. Lajstromszám: 196961) Ez egy szemlélet, amely a designt és a jelenlegi életünket meghatározó gazdaságot, valamint a stratégiai kommunikációt próbálja összekötni a hozzá illő státusszal együtt. A kommunikáció ebben a formában nem egy utólagos sallang, hanem a problémakereséssel, problémamegoldással együtt születik és kódolódik a termék, szolgáltatás vagy éppen eljárás fejlődésébe. A tervezés, az alkotás az emberi faj egyik legfontosabb adottsága, lehetősége és egyben kötelessége, figyelembe véve a társadalmi állandó(k) és változó(k) kölcsönhatását. Az alkotói/tervezői képességünk, fajunk létezése óta determinálja a Túlélés – Fennmaradás – Fejlődés hármasát.

### Nemzeti dizájnfejlesztési programok az ezredfordulón
A fejlett, illetve a fejlődő országokban körülbelül 1995-től a nemzetek saját dizájn programokba kezdtek. A nemzetközi dizájn kérdésével sok tervező kezdett el foglalkozni. Egyes nemzetközi trendeket megelőzvén Lengyel István már 1992-ben a dizájn növekvő térhódítására hívta fel a figyelmet A design és a tervezőképzés tendenciái az ezredfordulón című könyvével. Ugyanebben az évben előtérbe került az ökológia kérdése is.Zalavári József 1997-ben reagál a Design ökológiai kislexikon című könyvével. Programjaikat állami finanszírozással és pályázatokkal segítették. Amerikára, Európára (Helsinki, Oslo, Stockholm, Koppenhága, Saint-Étienne, Brüsszel London) Ausztráliára jellemző a kezdeményezés. Ennek következtében nagyban felfutott egyes nemzeteknek a minőségi dizájnra épülő terméktervezése. Magyarországon 2005-ben többször felvetődött egy Magyar Design Központ létrehozása, a center a régi Erzsébet téri buszmegálló helyén lévő üres épületbe költözött volna bele. A tervezet egyelőre nem valósult meg. Az interaktívitás és a dizájn kapcsolatának kérdését az amerikaiak, németek és az angolok feszegetik technikai, programozói képzettségük révén. A japán dizájnpolitika 1970-es évektől kezdett el kibontakozni.

#### Finn dizájnpolitika 2005-ig
Finnország élen jár az iparművészet és a dizájn területén.Finnországban a 90-es években indult be a Design 2005! program, amelynek keretében a kormány és a vállalatok jelentős erőfeszítéseket tettek a finn ipari technológiai fejlesztése érdekében. Ennek nyomán, a már korábban létrehozott, és akkoriban megerősített regionális vállalkozási és munkaügyi tanácsadói irodák (Magyarországon a Helyi Vállalkozói Központok töltenek-tölthetnének be hasonló szerepet) segítik a kis- és középvállalatok technológiai tevékenységét. 1995-ben Finnországban összesen 7000 dizájner dolgozott a dizájn területén. Ipari formatervező mindössze 400 volt. A program az 1997-es változattal indult, melyet a finn iparművészeti tanács (National Council for Crafts and Design) készített. A finn nemzeti kutatási és fejlesztési alap 1998-ban egészíti ki az első változatot. A program célul tűzte ki, hogy 2005-re a dizájn lehetséges alkalmazóinak 30%-a minősített dizájnert alkalmazzon, és a finn vállalatok felének stratégiai tervében szerepeljen a dizájn szempont. Ugyanezeket az arányokat 2010-re 50%-ra szeretnék emelni. A finn dizájnerek híre jó, s ez a hírnév megalapozott. Van azonban három olyan terület, ahol a finn dizájnerek gyengék, s így a mai gazdasági életben kevésbé képesek érvényesülni, mint ahogy azt tehetségük indokolná: 1. nem elég szoros a kapcsolatuk az iparral, 2. nem igazán sikeresek saját vállalkozásaik működtetésében és 3. szolgáltatásaikat gyengén menedzselik. Finnországban a Design Forum Finnland a dizájn támogatásának és a dizájnnal kapcsolatos információk nemzeti központja. A finn dizájnnak előkelő múltja van. A finn iparművészeti múzeumnak (Museum of Industrial Art) feladata, hogy gyűjtse, regisztrálja, rendezze és bemutassa ennek a múltnak az emlékeit.

#### Norvég dizájnprogram 2002-2010
A Norvég dizájntanács (ND) és a Gazdasági és Kereskedelmi Minisztérium (NHD) Munkacsoportjának előterjesztése. (Naeringsrettet design som drivkraft. Handlingsplan for Design Center Designrapport 2001) A norvég tervezőirodáknak nincs gazdasági súlyuk, 1-3 alkalmazottat foglalkoztató minivállalkozások. A tanulmány áttekinti a 7 szakmai szervezetet, az 5 egyetemen folyó tervezőképzés főbb formáit, rámutat a dizájnmenedzser-képzés és dizájnerkutatás teljes hiányára. A megnövelt állami szerepvállalás dán, finn, svéd példáira hivatkozva leszögezi, hogy Norvégiának még soha nem volt hosszú távú dizájnprogramja. A norvég dizájnprogram célja kettős: 2005-re a norvég cégek 50%-a alkalmazza a dizájnt termékfejlesztésre, márkaépítésre. 2010-re formatervezésre irányuló projekteknél csak az kaphat támogatást, aki dizájnert alkalmaz, országos dizájnszakértő hálózatukat építik, web-site a norvég dizájnról. 2002 és 2010 között a nemzeti dizájn versenyképességének módszeres felépítését tervezik oktatási intézmények, politikusok, hatóságok bevonásával.

#### Svéd dizájnprogram
A dizájn iránti megnövekedett érdeklődést mutatja, hogy 1999-ben több kutatási tanulmány készült a svéd gazdaságban az iparvállalatok elégtelen számáról, méretnagyságáról, a növekedést elősegítő intézkedésekről, a felsőoktatás helyzetéről, a svéd ipar virtuális dizájntapasztalatait segítő Svéd Tudás Alapítvány munkájáról. Mindezek közül legfontosabb a svéd kormány által formatervezés helyzetét tekinti át és megfogalmazza a jövő feladatait. A jelentés történeti összefoglalásban és helyi/ nemzetközi kitekintésben taglalja a desgint gyűjtő és bemutató kiállító intézményeket, dizájncentereket, múzeumokat (az 1999-ben Bangbroban létesített Design Múzeummal és a Svensk Form 2000-ben megnyitott dizájncenterével együtt a svéd intézmények száma 25). A Svéd Formatervezés Archívuma 50-60.000 dokumentált dizájntárggyal létezik a Kalmar művészeti Múzeumban.

#### Dán kormányprogram a dizájn helyzetének megerősítésére
A dán kormány 1997 őszén indította útnak négy évre tervezett, hosszú távú dizájnpolitikai programját. A program előzeteseként áttekintette és értékelte a koppenhágai Design Center (DDC) 20 éves működésének eredményeit. A DDC 26 dizájnprojektet menedzselt, választható tantárgyként bevezette a dizájnt a középiskola 10-12. osztályaiba, 80 kiállítást rendezett Európában, Japánban és Amerikában. Az EU számára több kutatási javaslatot dolgozott ki a kis- és középvállalkozások dizájntevékenységének segítésére. Több mint 30 könyvet adott ki a terméktervezés, grafika dizájnmenedzselés témákban. Számos hasonló irányvonal figyelhető meg a dán és a magyar dizájn kultúrának fejlődésében.

## Ágai
- belsőépítészet
- bútortervezés
- címertervezés
- divattervezés
- építészeti design
- grafikai tervezés, alkalmazott grafika
- ipari terméktervezés (tárgytervezés)
- járműtervezés
- üzleti tervezés
- webdizájn

## Története
A 19. századra nyúlik vissza a gyáripar. Addig a kézművesség volt általános még a műszerkészítésben is.

### Magyarországon
Magyarországon a szecesszió művészeti irányzata a századfordulón bontakozott ki. Ekkor nagyban fellendült a magyar ipar (Lingel Károly, 1906 – egymásba rakható asztalok). Magyar Művészi Munka néven 1913-ban Magyarországon is elindul az ipari munka megnemesítése. (Lechner Ödön, Vágó József, Kozma Lajos, Fémes Beck Vilmos).
A világháborúk között a járműipar, a bútoripar fejlődött a leginkább a formatervezés tárgykörben. Szablya-Frischauf Ferenc, az Iparművészeti Főiskola tanára és Bozzay Dezső voltak a jelentős iparművészek ez idő tájt.
1950-ben megkezdődött a formatervezők képzése az Iparművészeti Főiskolán. Az első növendékek 1955-ben végeztek formatervező szakon, tevékenységük az 1960-as években bontakozott ki. A fiatal professzionális hazai formatervező szakmának az 1960-1990-es éveket egy sikeres szakasznak tekintjük. Ebben a periódusban szerveződött a Zsennyei Műhely (1977).
Ipari formatervezést jelenleg a Moholy-Nagy Művészeti Egyetemen lehet tanulni nappali képzésben (doktori képzésben is), a Budapesti Műszaki Egyetem gépészmérnöki karán, az Óbudai Egyetem Könnyűipari és Környezetmérnöki karán (RKK), valamint a Soproni Egyetem Simonyi Károly Műszaki, Faanyag-tudományi és Művészeti karán.

## Építészeti design
Az építészeti design az adott feladat megoldására kialakított formanyelvet jelöli az építészetben.

### Magyarországon
- Design Terminál az Erzsébet téren
- Design Focus[47]

WAMP, (Vasárnapi Művészpiac) mely a hazai dizájnereket fogja össze havonta megrendezett vásáraival, másrészt lehetőséget teremt az alkotók egyéb hazai (Volt fesztivál, Plastik kiállítás, ARC) külföldi megjelenésére is, így láthatóak voltak magyar művészek alkotásai már Bécsben (Blickfang), Berlinben (Collegium Hungaricum), de hamarosan érkeznek Pekingbe és Hollandiába is.
A 2008. február 22-24. között megrendezett WAMP Holland Dizájnfesztivál több ezer látogatót vonzott.

## Képzést indító felsőoktatási intézmények
- Moholy-Nagy Művészeti Egyetem
- Budapesti Kommunikációs és Üzleti Főiskola – Kommunikációs és Művészeti Kar
- Soproni Egyetem Simonyi Károly Műszaki, Faanyag-tudományi és Művészeti Kar
- Óbudai Egyetem – Rejtő Sándor Könnyűipari és Környezetmérnöki Kar (RKK)
- Budapesti Műszaki és Gazdaságtudományi Egyetem – Gépészmérnöki Kar (GPK)